# Diálogo Mediterráneo
El Diálogo Mediterráneo, lanzado por primera vez en 1994, es un foro de cooperación entre la OTAN y siete países del Mediterráneo . Su objetivo declarado es "crear buenas relaciones y una mejor comprensión y confianza mutuas en toda la región, promoviendo la seguridad y la estabilidad regionales y explicando las políticas y objetivos de la OTAN". 
El Diálogo refleja la opinión de la OTAN de que la seguridad en Europa está ligada a la seguridad y la estabilidad en el Mediterráneo. También refuerza y complementa la Asociación Euromediterránea y la Iniciativa Mediterránea de la Organización para la Seguridad y la Cooperación en Europa.

## Miembros

Estados miembros de la OTAN
Paises miembros de la Asociación para la Paz
Países miembros del Diálogo Mediterráneo

El Diálogo Mediterráneo comenzó inicialmente con cinco países, pero ha agregado dos más con el tiempo.
- Egipto (se unió en febrero de 1995)
- Argelia (se unió en marzo de 2000)
- Israel (se unió en febrero de 1995)
- Jordania (se unió en noviembre de 1995)
- Mauritania (se unió en febrero de 1995)
- Marruecos (se unió en febrero de 1995)
- Túnez (se unió en febrero de 1995)

### Libia
En la Cumbre de Chicago de 2012, los jefes de Estado de la OTAN emitieron una declaración diciendo que Libia era "bienvenida" como socio de la OTAN "si así lo desea", a través del Diálogo Mediterráneo. Libia aún no ha respondido.

## Programa de Cooperación Individual (ICP)
El 16 de octubre de 2006, la OTAN e Israel finalizaron el primer Programa de Cooperación Individual (PCI) en el marco del Diálogo Mediterráneo mejorado, en el que Israel contribuirá a la Operación marítima Active Endeavour de la OTAN. El PCI cubre muchas áreas de interés común, como la lucha contra el terrorismo y los ejercicios militares conjuntos en el mar Mediterráneo . Se han firmado más acuerdos PCI, con Egipto (2007) y Jordania (2009), y la OTAN espera que se firmen más acuerdos con otros Estados miembros del Diálogo Mediterráneo en el futuro.